# Marzamemi

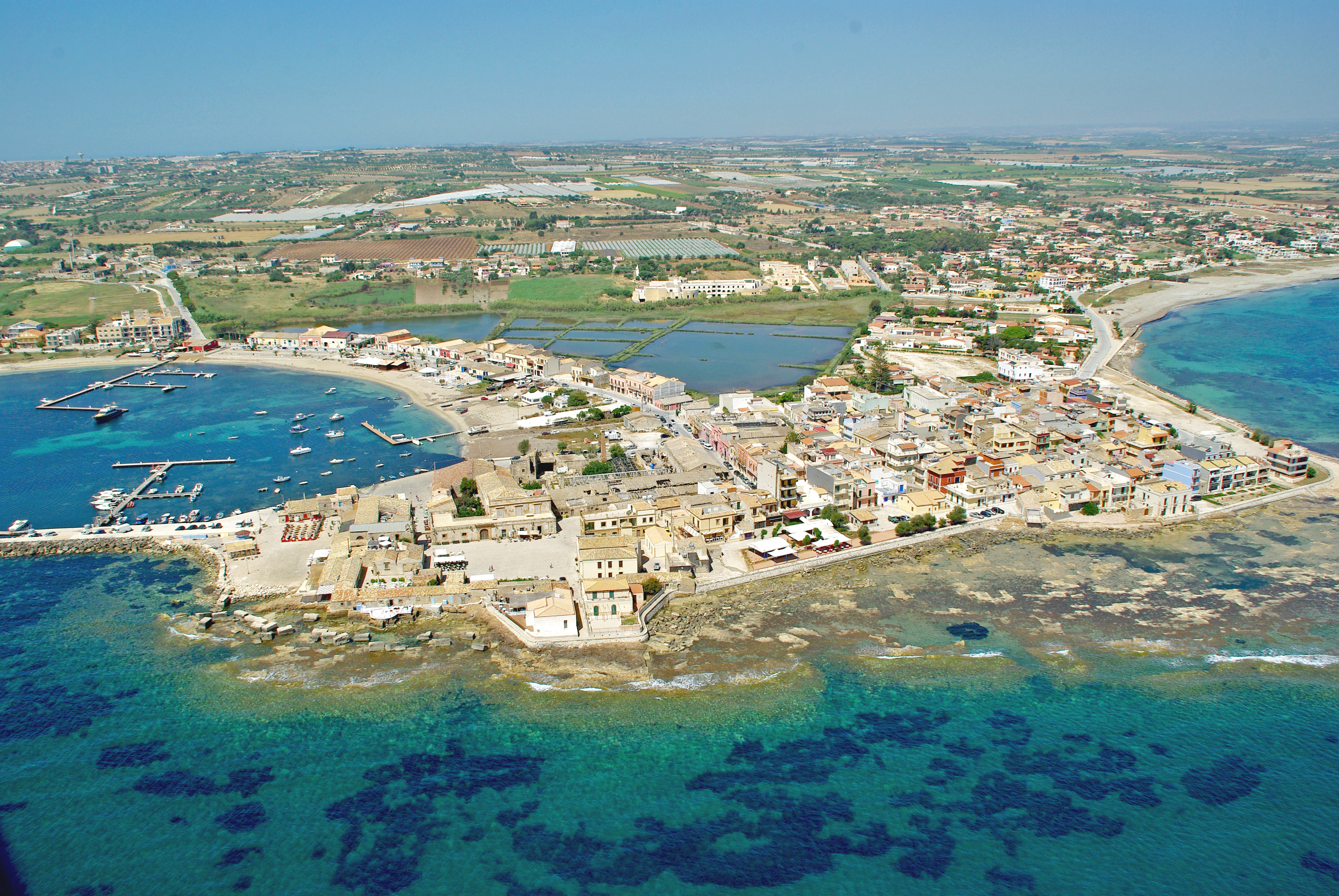
Blick auf Marzamemi

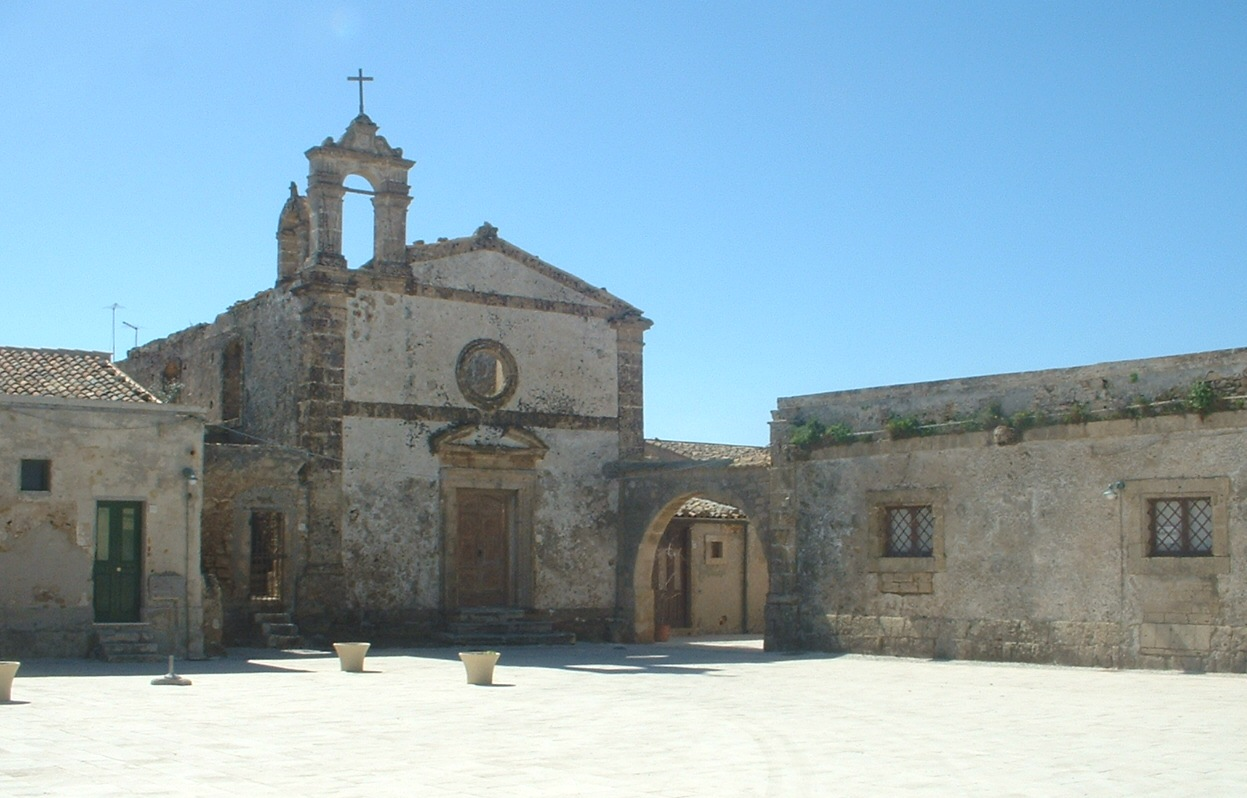
Piazza Regina Margherita

Marzamemi ist ein Ortsteil (Fraktion) der Gemeinde Pachino in der italienischen Region Sizilien. Pachino gehört zum Freien Gemeindekonsortium Syrakus und liegt an der Südspitze Siziliens. Marzamemi befindet sich etwa fünf Kilometer nordöstlich von Pachino direkt am Meer. Wichtige Einnahmequellen sind der Fischfang und die Fischverarbeitung. Daneben gewinnt der Tourismus an Bedeutung. Marzamemi war bis 1985 über die Bahnstrecke Noto–Pachino mit Pachino, Noto und Syrakus verbunden.

## Sehenswürdigkeiten
Im Ortszentrum des ehemaligen Fischerdorfes stehen eine alte Tonnara (Thunfischfabrik), eine alte und eine neue Kirche, die beide dem Schutzpatron Franz von Assisi geweiht sind sowie der Palazzo del Principe di Villadorata, erbaut 1752. An der Küste liegen mehrere Becken der Saline di Marzamemi. Etwa 5 Kilometer nach Norden liegt das Naturreservat Riserva naturale orientata Oasi faunistica di Vendicari.

## Weiteres

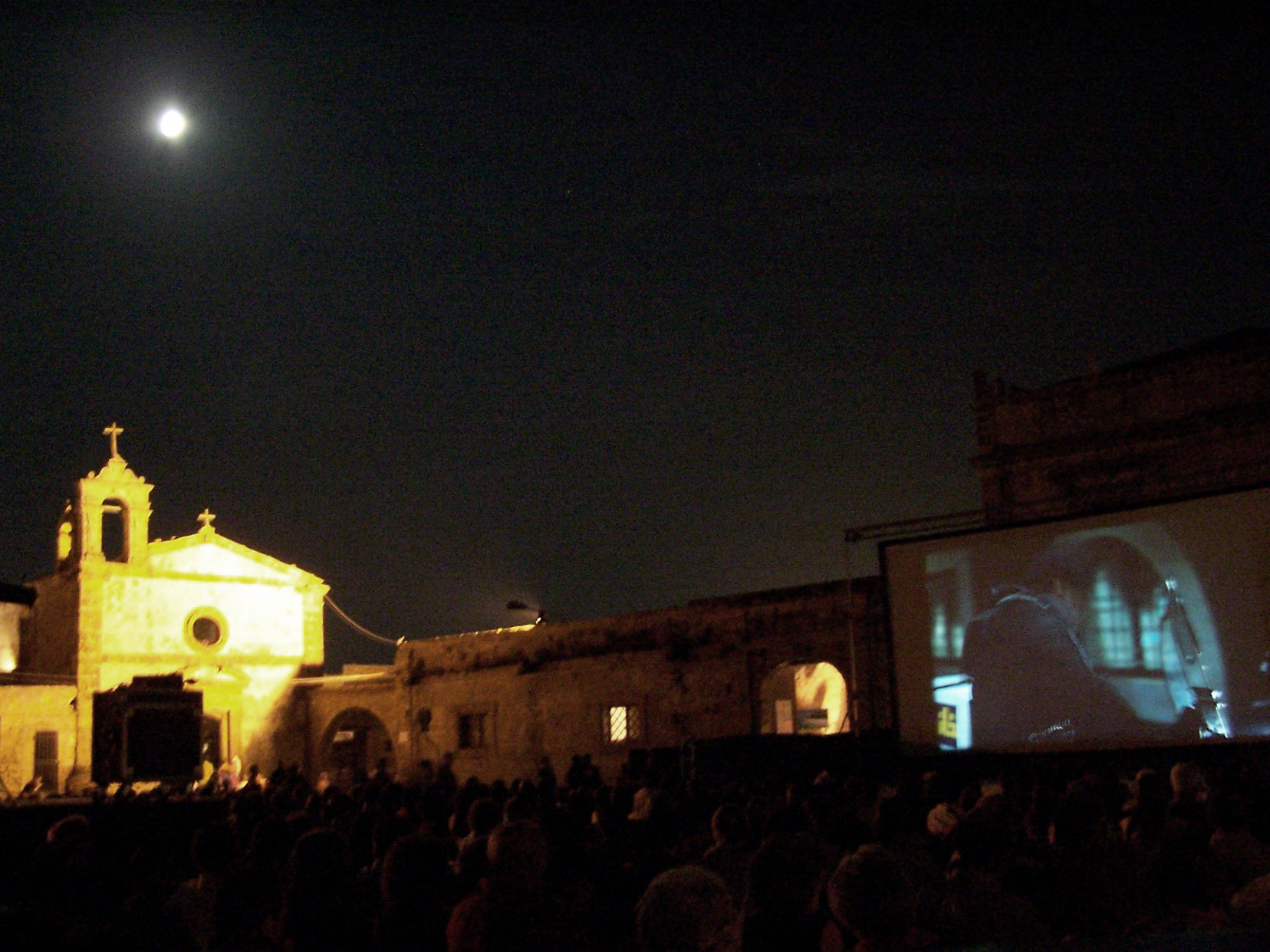
Festival del Cinema di Frontiera

1994 verfilmte Klaus Maria Brandauer in Marzamemi Mario und der Zauberer nach der gleichnamigen Novelle von Thomas Mann.
Seit 2000 wird Ende Juli das Filmfestival Festival del Cinema di Frontiera veranstaltet mit dem Ziel, Grenzen zu überschreiten und Einblick in andere Kulturen zu geben. Die Filme werden auf dem Hauptplatz Piazza Regina Margherita gezeigt. 

## Bibliographie
- Salvo Sorbello, La pesca del tonno nel capolinea del sud. Le tonnare di Vendicari, Marzamemi e Portopalo di Capo Passero, ISBN 978-88-7428-093-3

Koordinaten: 36° 44′ 35″ N, 15° 7′ 4″ O